# Engoulevent maya
Antrostomus badius
Espèce
Synonymes
- Caprimulgus badius
(Bangs & Peck, 1908)

Statut de conservation UICN

 LC  : Préoccupation mineure
L'Engoulevent maya (Antrostomus badius) est une espèce d'oiseaux de la famille des Caprimulgidae.

## Répartition
Cet oiseau vit dans la péninsule du Yucatán ; son aire d'hivernage s'étend jusqu'au nord du Honduras.